# Al-Murajdżib
Al-Murajdżib (arab. المريجب) – wieś w Syrii, w muhafazie Idlib. W 2004 roku liczyła 580 mieszkańców.